# ファイナルファンタジー
『ファイナルファンタジー』（FINAL FANTASY、略称: FF、ファイファンなど）は、1987年12月18日に日本のスクウェアから発売されたファミリーコンピュータ用コンピューターRPG。ファイナルファンタジーシリーズの第1作目。

## 概要
開発はスクウェアAチームが行い、プロデューサーは宮本雅史、ディレクターは坂口博信、ゲーム・プログラミングはナーシャ・ジベリ、ゲーム・デザインは田中弘道、河津秋敏、シナリオは寺田憲史と河津、音楽は植松伸夫、キャラクター・デザインは天野喜孝が担当している。
4人の戦士を操作し、土・火・水・風の4つのクリスタルの輝きを遮る「4体のカオス」を倒して暗黒に包まれた世界を救う事を目的としたゲーム。当時人気となっていた同ジャンルのゲーム『ドラゴンクエストシリーズ』に先駆けて、キャラクターの職業選択や空中を移動する飛空艇の存在などを取り入れていた。
タイトルにナンバリングはされておらず、当初の正式タイトルは単に『ファイナルファンタジー』であるが、続編と区別するために『ファイナルファンタジーI』（ファイナルファンタジーワン、略称: FFI、FF1）、初代「ファイナルファンタジー」と称されることもある。なお、リメイク作品には『I』の呼称がつけられる。この名称は後に発売されたファミコン版およびPlayStation（PS）版『ファイナルファンタジーI・II』とゲームボーイアドバンス（GBA）版『ファイナルファンタジーI・II アドバンス』で採用されている。
ファミコン版の販売本数は日本国内で約52万本。また、ゲーム誌『ファミコン通信』の「クロスレビュー」にて、ファミコン版はゴールド殿堂入り、ワンダースワンカラー（WSC）のリメイク版はシルバー殿堂入りを獲得した。
『ファイナルファンタジー』というタイトルは、「ドラゴンクエストが『ドラクエ』という4文字だったので、同じく4文字で『エフエフ』という読み方で、略した時にはFFというアルファベットにしたい」という考えありきで、開発当初『ファイティングファンタジー』であったが、すでに海外のテーブルトークRPGで使用されており商標の都合で使えず、『ファイナルファンタジー』でいいんじゃないと軽い感じであったと坂口は述べている。

## 特徴
ファイナルファンタジーシリーズの初作となる本作は坂口博信をはじめ、『サガ』（1989年 - ）の河津秋敏、『聖剣伝説』（1991年 - ）の石井浩一らが総力戦で作り上げた以降のスクウェアRPGの原点の一つであり、先発RPG作品の世界観をベースとしながらも独自の装飾によって個性的なファンタジーの様式を作り上げ、当時まだ『ドラゴンクエスト』（1986年）の模倣に留まっていたコンシューマRPGの分野に新たな流れをもたらす作品となった。
本作の大きな特徴の一つが変則的なスタイルで導入されるオープニングタイトルのシーンである。ゲーム本編はプレイヤーがフィールドに放り出される形で唐突に始まるのだが、ゲームが進行しおぼろげながら状況と目的が見えてきた所ではじめて物語の大きな目的が示され、美しいグラフィックや音楽と共に探求の旅へ誘う演出は本作の代表的なシーンとして知られ、その音楽はシリーズの代表曲として続編作品に広く使われる物となった。
「頻度の高いコマンドのショートカット」「全世界を見渡せるマップ」「エンカウントのない飛行乗り物」や「乗り物の高速スクロール処理」など他のRPG作品がスーパーファミコン世代になってようやく実装し始めるような洗練されたインターフェースが既に多く採用されている。またフィールドマップにおいてはファミコンの限られたVRAMをグラフィック描画に集中するプログラムテクニックによって滑らかな海岸線や立体的な質感の山岳などが表現されており、このためフィールドマップでは会話ウィンドウは開かない仕様になっている。
キャラクターメイキング要素を備えたファミコンRPGとしては『ドラゴンクエストIII』（1988年）に先駆けており、魔法を店で購入する独特のシステムや、属性や弱点を突いた多彩な戦術シチュエーション、どのジョブでもクリアできる自由度の高さなどといったやり込みやリプレイバリューの要素、また浮遊城や海底神殿などの幻想的なダンジョンの舞台設定やアニメーションで表現された戦闘シーン、要所で挿入される四天王的ボスとの対決や外来語の多用で異国的な雰囲気を盛り上げる演出手法など、コンシューマRPGにおいていち早く取り入れた作品だった。
ファイナルファンタジーシリーズの定番と言えるクリスタルや飛空艇（飛空船）、可愛らしい魔道士キャラクターといったお馴染みの要素も一作目から多く登場しており、超文明や歴史のループなど世界を形作る高次的な概念や、敵キャラクターにもカオス、四元素といった名前が与えられるなど、観念的な世界設定を使う手法も後のシリーズや派生的な作品に色濃く引き継がれている。

## ゲーム内容

### システム
本作は4人パーティで進行するが、移動シーンの画面では先頭の1人だけが代表的に表示される。
移動中におけるアイテム・魔法の使用やステータスの確認などは、メニュー画面と呼ばれるサブ画面を開いて行う。また、町やダンジョンなどでは、決定ボタンを1回押すだけで目の前の人との会話をしたり、物を調べたりすることができる。

### 戦闘システム
戦闘はターン制となっている。敵モンスターを全て倒すと戦いが終了する。主人公たち4人全員が死亡あるいは石化状態になるとゲームオーバーとなり、前回セーブを行った場面からの再開となる。
戦闘画面は、画面右側に主人公たち4人が縦に並び、画面左側に敵モンスターのグラフィックが表示されるサイドビュー方式。主人公たちが行動するときはキャラクターが実際に剣を振ったりする動作が見られ、HPが少なくなったりステータス異常に陥ったりすると、キャラクターが膝を落としてうずくまるようになっている。このように、「戦闘時に自分たちのキャラクターが画面に表示されてアニメーションする」RPGは、『ドラゴンクエスト』のような「敵モンスターだけが画面に表示される」方式が主流であった当時としては珍しいものであった。また、キャラクターやモンスターの行動時には「○○のこうげき」「○○は××をとなえた」のような文章による表現を使わず、行動したキャラクターと相手の名前、魔法や特殊攻撃などの名前、攻撃ヒット回数、ダメージポイントなどが、並んだウィンドウ内にそれぞれ表示されるだけである。このように、シリーズ第1作目の本作から既に戦闘時のビジュアル重視の作風が見られ、後の作品ではさらに文字によるキャラクターの行動の説明が少なくなっていくこととなる。
また、パーティは隊列になっており、上部に配置したキャラクターほど敵に狙われやすい。この隊列配置はマップ移動中にのみ変更することが可能である。なお、戦闘中に毒・石化・死亡状態になったキャラクターは、戦闘終了後自動的に最後尾へ下げられる。

### 魔法
キャラクターの職業によっては魔法を使用することができるが、本作では魔法はレベルアップによって覚えるのではなく、町の中にある「魔法屋」（黒魔法屋・白魔法屋）で購入することによってのみ習得できる。習得できる魔法は職業によって異なる。
魔法は1から8までのレベルに分かれており、各レベルごとに白魔法・黒魔法それぞれ4つ存在する。ただし一人のキャラクターが覚えられる魔法数の限度は1つのレベルにつき3つまでなので取捨選択することになる（FC版では一度覚えると消去できない）。また、魔法の使用回数は魔法のレベルごとに決められており、キャラクターのレベルが上がるほど、魔法の使用回数も増えていく（本作における「MP」とはこの「使用回数」のことを指す。宿屋に泊まることによりすべて回復する）。レベルが低いうちに高レベルの魔法を購入することも可能ではあるが、その魔法レベルの最大MPがゼロであればMPが上がるまで使用することはできない。
本作では後のシリーズと違い、魔法の全体化はできない。魔法ごとに敵全体、味方一人、自分のみなどの効果範囲が決められており、そのために後シリーズとは魔法体系も異なっている。本作固有の魔法としては、アンデッドにダメージを与えるディア系、味方全体を回復するヒール系などが存在する。他に、雷系の攻撃魔法が「サンダガ」でなく「サンガー」となっていたり、ケアルの第二段階の名前が「ケアルラ」でなく「ケアルア」であるなど、名称が異なる魔法もいくつかある。なお、本作には「アディア」のように「ア」をつけて強化される白魔法が他にも存在し、「アレイズ」のように後のシリーズに受け継がれたものもある。
ケアルアは『ファイナルファンタジーXIII』（2009年）で、初代以来の復活を遂げている。
ただしGBA版およびPSP版では魔法の回数制は廃され、新たに「MP」の数値が設定された。同様にMPを消費する『FFII』（1988年）や『FFIV』（1991年）以降のシリーズ（または『ドラクエ』）と近いシステムとなっている。

### 乗り物
本作に登場する乗り物は4種類あり、プレイヤーが任意で操作できない乗り物として潜水艦がある。なお、船や飛空船（飛空艇）に乗っているときは、それぞれ波の音、プロペラの音が効果音として鳴るようになっている。
船
海の上を移動することができる。川や湖は移動できない。移動スピードは徒歩の2倍。港町プラボカを占領していた海賊ビッケの率いるカイゾクを倒すことで譲り受ける。なお、本作では上陸できる場所は「港」に限られるが、カヌーを持っていれば河口に船を止めてそこからカヌーに乗り換えることができる（つまり、河口を港代わりに使うことができる）。
カヌー
川や湖の上を進むことができる。これを持っていれば、川・湖に入ったときに自動的にカヌーに乗ることができる。船と同じくモンスターとエンカウントし、かなり強い敵が現れる。
飛空船（飛空艇）
伝説の空飛ぶ船。船にプロペラがついたもので、どんな地形の上でも空を飛んで移動することができる。ただし着陸できるのは平地のみ。移動スピードは徒歩の4倍で、飛行中はモンスターとのエンカウントが発生しない。なおGBA版とPSP版でのみ、開発者は古代人のシドであったとされる（ゲーム内に姿は登場せず、歴史上の人物として名前のみ語られる）。

### セーブ
FFシリーズでは第1作目である本作からバッテリーバックアップが採用されている。ただし、ファミコン版はセーブデータを1本のカセットにつき1つしか記録できない。
本作では町の「宿屋」に泊まるか、あるいはワールドマップ上で「テント」「コテージ」などの宿泊用アイテムを使用することによってセーブするシステムである。ただし、GBA版、PSP版では移動中であればどこでもセーブが可能になっている。（ただし、追加ダンジョンの「時の迷宮」内部を除く）
ファミコン版でも宿泊用アイテム使用時にセーブするかどうかは任意だが、コテージはセーブを選択しないとMPが回復しない。セーブを選択してもセーブのタイミングがMP回復の前であるため、（直後に別のアイテムでセーブしない限りは）再開した際にMPが回復していない状態から始まるという仕様になっている。また宿屋に泊まる際には必ずセーブに同意しなくてはならないため、ファミコン版ではセーブせずにMPを回復させる手段が無い。セーブバッファは1つしか無いため前回のプレイデータを温存してゲームを進める事は困難だった。

### ミニゲーム
船の中でAボタン（○ボタン）を押しながら、Bボタン（×ボタン）を一定回数押すと、ミニゲームの「15パズル」をプレイできる。クリアすると、ファミコン版では100ギルを得られ、リメイク版ではクリアタイム更新ごとに高額の賞金や貴重なアイテムを得られる。携帯電話（フィーチャーフォン）版には存在しない。
ファミコン版の15パズルはナーシャが勝手に入れたもので、周囲のスタッフはあまりに嬉しそうにそれを報告するナーシャを見て何も言えず、そのままとなった。
本作ではオープニングがゲーム途中の1イベントであるため、普段はオープニングの音楽を聴く機会が無い。しかしこのミニゲームを起動することで、物語途中でもオープニングの音楽およびタイトルグラフィックの一部を視聴することができる。

### ジョブ
FFシリーズでの「ジョブ」とは職業（キャラクタークラス）のことである。『ファイナルファンタジーIII』（1990年）の「ジョブチェンジシステム」が初出の語でありFC版『I』の頃は特別な呼び方は無かったが、現在では公式にもジョブの呼称が用いられている。
本作はゲーム開始時に4人のキャラクターのジョブを選択し、以降転職することはできない。物語の後半になると「クラスチェンジ」によって、それぞれの上位のジョブになることが可能。
クラスチェンジをすると新たな武器や魔法を扱えるようになり、キャラクターのグラフィックも変わる。クラスチェンジ後のグラフィックはファミコン版、MSX2版、ピクセルリマスター版ではクラスチェンジ前よりも頭身が高くなる。
矢印の右側に記した名称は、クラスチェンジ後のジョブである。
戦士 → ナイト
重装備に身を包み、武器を使った戦いを専門とする。クラスチェンジ後は一部の白魔法を習得できる。
シーフ → 忍者
戦闘はやや苦手だが「こううん」が高く「にげる」の成功率が高い。クラスチェンジ後は装備が大幅に増え、一部の黒魔法を習得できる。FC版では他のジョブと比べて見劣りするが、GBA版以降は「すばやさ」が物理攻撃の命中回数に関わるため、序盤から終盤まで攻撃力が高い。ピクセルリマスター版ではシーフの戦闘力が見直されアタッカーとしても強力な戦力となった。
モンク → スーパーモンク
肉弾戦の専門家。素手の攻撃力がレベルアップに従って加速度的に強くなる。物理攻撃の命中回数が倍になっていることもあり、最終的には全ジョブの中で最も攻撃力が強くなる。また、防具を装備しないことで防御力が高くなる。クラスチェンジ後はHPと攻撃回数が増える。
赤魔術士 → 赤魔道士
ある程度の白魔法・黒魔法を使うことができ、武器攻撃もこなす。
白魔術士 → 白魔道士
白魔法（主に敵から受けたダメージやステータス異常を治療する回復魔法など）を使用できる。クラスチェンジ後は白魔術士では使えなかった白魔法とクラス8の魔法が使えるようになる。
黒魔術士 → 黒魔道士
黒魔法（主に敵にダメージを与える攻撃魔法など）を使用できる。敵の弱点となる属性で攻撃をすることで大きな威力を発揮する。クラスチェンジ後は白魔道師と同じく黒魔術士では使えなかった黒魔法とクラス8の魔法が使えるようになる。。
スタート時の選択画面では「戦士、シーフ、モンク、赤魔術士」（機種によって「戦士、シーフ、白魔術士、黒魔術士」）が表示されているが、どんな組み合わせでもクリアはできる。複数のキャラクターを同じジョブにもでき、プレイヤーの腕次第によってはクラスチェンジせずにクリアできる。

## 設定

### ストーリー
土、火、水、風の4つの力がさえぎられ、暗黒に包まれた世界。人々は世界を救う「光の戦士」の伝説を信じ、待ち続けていた。
長い長い旅の果てに、光の戦士の証である4つのクリスタルを手にした4人の若者がコーネリアの地へと辿りつく。そのころコーネリアでは、かつてこの王国のナイトであったガーランドによってセーラ姫がさらわれるという事件が発生していた。戦士たちは、王の願いを聞き入れ、ガーランドが立て籠もるというカオスの神殿へと向かうことになった。ガーランドを倒し、姫を取り戻した戦士たち。王はその感謝の印としてコーネリアの北にある橋を修復させた。失われたクリスタルの輝きを取り戻し、世界に再び平和をもたらすために、戦士たちは橋を渡り、未知なる大地へと旅立つ。
戦士たちは、クリスタルの輝きをさえぎる存在である土・火・水・風の「4体のカオス」を倒し、クリスタルの輝きを甦らせていく。しかし、すべての輝きを取り戻してもなお、世界に平和はおとずれなかった。
クレセントレイクの賢者たちは語る。すべての元凶は2000年前にいると。4つの力はその中心であるカオスの神殿へと集まっている。悪の源を叩くのだ。戦士たちは4つのクリスタルと黒水晶の力によって2000年前の「カオスの神殿」へと向かった。
2000年前のカオスの神殿の最下層にいたのは、ガーランドだった。一度は戦士たちに倒されたガーランドは4体のカオスによってゆがめられた4つの力で2000年前に飛び、そこに甦っていたのだ。そして、2000年後のためにふたたび4体のカオスを未来へと送り込む。ガーランドは「カオス」として、何度も繰り返される閉じた2000年の時の鎖の中で永久に生き続ける存在になっていた。
戦士たちはカオスに勝利し、時の鎖を断ち切った。世界もまた、元の姿を取り戻す。
人々は、戦士たちの活躍もゆがめられた世界のことも覚えてはいない。だが、心のどこかに残ったその記憶を「架空の物語」として語り続けるのだった。

### 国や町
コーネリア王国
二大国家の1つの国。森と海に囲まれた美しい町で、人々は“夢の都”と呼ぶ。
港町プラボカ
アルディ内海に面した港町。海賊に占領されている。
エルフの国
二大国家の1つでエルフという種族の国。王子が5年間も眠り続けている。街の片隅には、『ゼルダの伝説』（1986年）の人物の名が刻まれた墓がある。
メルモンド
西の大陸にある町。カオスの影響で大地が腐り、荒廃している。
クレセントレイク
三日月形の湖がある自然に囲まれた町。予言者ルカーンはここを目指したという。
オンラク
“情報の宝庫”と呼ばれる北西の大陸にある町。かつて水の力で栄えていた。
山頂の町ガイア
北の大陸にある山に囲まれた大地の孤島。通称“鷹の目”。妖精の棲む泉があるといわれている。
ルフェイン人の町
北の大陸にある、かつて存在した高度文明の民の町。通称“鷹の翼”。

## 登場人物

### 主人公
光の戦士（ひかりのせんし / Warriors of Light）
本作のプレイヤーキャラクター。コーネリアに現れた4人の人物。それぞれがクリスタルを持っている。後のFFシリーズのプレイヤーキャラクターたちと違い、彼らには基本的にセリフがなく、彼らが何者であるのかについてはEDで明らかにされる。
歴代FFシリーズのクロスオーバー作品『ディシディア ファイナルファンタジー』（2008年）と『ディシディア デュオデシム ファイナルファンタジー』（2011年）では、この4人の一人らしい、本作のOPとパッケージに描かれている鎧の戦士「ウォーリア オブ ライト」という名の人物（声 - 関俊彦）が登場するが、本作のゲーム中でこの姿を見ることはない。
漫画版では光の戦士として独自のキャラクターが登場している（後述）。

### コーネリア関連
セーラ・コーネリア（Sara Cornelia）
コーネリアの王女。ガーランドに誘拐され、カオス神殿に幽閉される。光の戦士達の活躍でガーランドから解放された後に、礼として代々伝わるリュートを渡す。以降は彼らの事を気にするようになる。
コーネリア王（コーネリアおう / King of Cornelia）
セーラの父親でジェーンの夫。本名不明。古来から伝わるクリスタルの予言を信じて、セーラ救出を光の戦士達に依頼する。セーラが救出された後は、感謝の印としてコーネリアの北にある橋を修復させた。
ジェーン・コーネリア（Jeen Cornelia）
コーネリア王の妻であり、セーラの母親。
ガーランド（Garland）
本作最初のボス。かつてはコーネリアで一番のナイトであったが、セーラを強引に我がものとすべく（リメイク版ではコーネリアの王の座を要求するための人質として）誘拐してカオス神殿に潜んでいた。駆けつけた光の戦士と戦い、呆気なく敗北する。光の戦士たちとは元々面識があったことがEDで語られている。
『ディシディア ファイナルファンタジー』にも、ウォーリア オブ ライトの好敵手として登場する（声 - 内海賢二→石井康嗣）。（→ディシディア ファイナルファンタジーシリーズの登場人物#ガーランド）
カオス（Chaos）
本作の最終ボス。この世を闇に包んだ元凶であり、時を超えた憎悪の源。その正体は、蘇ったガーランドである。現代の世界で光の戦士たちに討たれた後、死の直前に分身である『土』『火』『水』『風』の属性を持つ4体のカオスの力がガーランドをタイムトリップさせ、過去の世界で闇の存在「カオス」として復活。2000年前のカオス神殿で光の戦士たちを待ち受け、彼らを葬って過去の世界に君臨し、力が衰え始めると200年毎に4体のカオスを『土』『火』『水』『風』の順に未来へ派遣してクリスタルの力を奪い、その力で過去の世界で復活するという永遠のループを続けていた。
元を辿れば、ガーランドの憎しみは王女セーラへの愛が受け入れられなかった（リメイク版では力に溺れ、コーネリアの王の座を欲した）ことに端を発する。その憎悪が時を超えて増幅され、閉じられた時の輪の中で巡り続けていた。だが、その永久のループも「プレイヤーの分身」として戦った光の戦士たちに過去世界の最終決戦で敗れたことで遂に断ち切られ、世界は本来あるべき姿に戻り、ガーランドがカオスとして悪事を行なっていた事実も記憶も完全に失われた。EDでは、光の戦士達のよく知る本来のガーランドに戻り、帰還した彼らと再会することが語られている。

### 敵
カオス（Chaos）

4体のカオス（4たいのカオス / Four Fiends of Chaos）
土のリッチ（Lich of Earth）、火のマリリス（Marilith of Fire）、水のクラーケン（Kraken of Water）、風のティアマット（Tiamat of Wind）のこと。土、火、水、風の4つのクリスタルの力を奪い、世界を荒廃させていた4体の魔物。その正体は、時を超えて巡るカオスことガーランドの憎悪が土、火、水、風の4つの力に増幅されたことによって生まれた分身体で、過去世界のカオスによって送り込まれ、奪ったクリスタルの力をカオスに送り届けていた。いずれも光の戦士達に一度倒された後、2000年前のカオス神殿で再び光の戦士達と戦うが敗れる。
『ファイナルファンタジーIX』（2000年）、『ファイナルファンタジータクティクスアドバンス』（2003年）にも登場する。
リッチ
バンパイアを配下に置き、洞窟の最深部から大地を腐敗させていた土のカオス。4体のカオスの中で最初に戦うカオスで、4体の中では最も弱いが、ラストダンジョンでは強化され、出会い頭にフレアを使って来る。弱点は火。
マリリス
多数の6つの腕に6本の剣を武器にし、蛇のような下半身を持ち世界を焼き尽くす火のカオス。4体のカオスの内の紅一点。土のカオスの異変を察知し、予定よりも200年早く目覚めた。弱点は眠り、麻痺、沈黙の状態異常系で、氷には耐性を持つ。
クラーケン
海底神殿の奥深い場所から水の力を支配し、海の光を奪う水のカオス。イカの化け物と言った容姿で、海を汚染し光を弱めている。片言で喋る。弱点は雷。
ティアマット
浮遊城に住み、風のクリスタルの力を遮る風のカオス。4体のカオスの中では最強であり弱点も特に無い（攻略本には毒と石化が弱点と書かれているが、いずれも確率系で、しかも効く確率は低い）。4つの竜の首（リメイク版では6つ）に2本の腕と1本の尻尾がある。400年前に現れて古代天空人が作った北の文明を破壊し、その後も力を蓄え続けている。

アストス（Astos）
ダークエルフの王。エルフの王子に呪いを掛け、マトーヤから水晶の目を盗んだ張本人。妖精王の座を狙っており、その野望に必要なクラウンを手に入れるため、西の城の王に成りすまして光の戦士たちを利用しようとする。
バンパイア（Vampire）
洞窟の奥深くに巣くう吸血鬼。メルモンドの町を襲い、壊滅状態にした魔物。大地を腐らせている元凶として人々に恐れられていたが、光の戦士たちに退治される。しかし本当の黒幕である土のカオス・リッチの僕に過ぎなかった。
ビッケ（Bikke）
港町プラボカを占領していた海賊。粗暴な性格で光の戦士たちが楯突いてきた時は9人の手下に襲いかからせるが、全員倒されると急に弱腰になり、光の戦士たちに船を譲って詫びを入れた。その後は改心して「全うに働いている」と語っている。

### その他の人物
マトーヤ（Matoya）
少し偏屈な魔女。薬づくりの名人でもある。大事な水晶の目を盗まれて困っている。言葉を話すホウキと暮らしている。
ウネ（Unne）
メルモンドの町に住む学者。ロゼッタ石を渡すと主人公たちにもルフェイン語を教えてくれる。
スミス（Smith）
ドワーフの鍛冶屋。アダマンタイトを渡すとエクスカリバーを作ってくれる。
バハムート（Bahamut）
ドラゴンの王。光の戦士たちに称号を与えるべく、試練を課す。

## 用語解説
光の戦士（ひかりのせんし）

光の戦士の伝説（ひかりのせんしのでんせつ）
「この世 暗黒に染まりしとき 4人の光の戦士 現れん」。
各地の賢者が人々に伝えてきた救世の予言。光の戦士たちはこの伝説をなぞるかのようにコーネリアの地に現れ、世界を救うことになる。
12人の賢者（12にんのけんじゃ）
星と予言に導かれてクレセントレイクの町に集結した賢者たち。リーダー格のルカーンを始め総勢12名おり、世界の成り立ちやクリスタルなどについて語る。
称号（しょうごう）
真の勇気と力を兼ね備えた者に与えられるもの。北東の大陸にある試練の城から勇気の証を持ち帰るとドラゴンの王バハムートが授けてくれ、クラスチェンジが可能となる。
古代文明（こだいぶんめい）
風の力を核に発展した高度な文明。北東の大陸を中心に古代ルフェイン人が築いたが、400年前にティアマットによって滅ぼされた。ルフェイン人のチャイムが無ければ入れず、姿は見えても触れられない蜃気楼のような塔である「ミラージュの塔」や、風の力で星の海にそびえる「浮遊城」、浮遊石によって浮かぶ「飛空船」（飛空艇）のほか、ワープキューブやロボットといったものが造られ、それらの一部が各地に残る。
ルフェイン人（ルフェインじん）
高度な文明を持った古代人。遥か天空にまで行ける技術を実現させたことから「天空人」の異名を取る。風の力で栄華を極めたが、カオスの1体であるティアマットに風の力を奪われ、歴史の表舞台から姿を消した。生き残ったルフェイン人の子孫は、北東の大陸にある「タカの翼」と呼ばれる町で暮らしており、独自の儀式によって先祖の記憶を代々受け継いでいる。
ルフェイン語（ルフェインご）
古代から使用されてきた、ルフェイン人独自の言語。ウネという学者が研究を重ねており、海底神殿に隠されたロゼッタ石を彼に渡すことで光の戦士たちにも理解できるようになる。「タカの翼」に住むルフェイン人達は現在もこの言語を用いているため、外部の者とは基本的に話が通じない。
クリスタル
本作のキーアイテム。世界を構成し、自然の秩序を保つ4つの力。土、火、水、風が象徴された物であり、それらの力の結晶体。クリスタルの輝きが失われると各地は少しずつ荒廃し、世界は暗黒に覆われていく。4体のカオスは、クリスタルの輝きを遮り、それらの力を過去の世界にいるガーランド（カオス）に送っていた。
黒水晶（くろすいしょう）/ 闇のクリスタル（やみのクリスタル）
オリジナル版では黒水晶。リメイク版では闇のクリスタル。
カオス神殿にある闇の力の結晶体。4体のカオスに奪われたクリスタルの力は、これを通じて過去の時代に送られていた。輝きを取り戻した4つのクリスタルの光を当てると時の扉が開き、カオスとなったガーランドが待つ2000年前の世界へタイムトリップできる。

## 他機種版

### 各機種への移植略歴
本作はシリーズ中でも特に多くのリメイク・移植がなされている。1989年にMSX2に移植された他、2000年にワンダースワンカラー（WSC）用としてリメイクされ（WSC本体とソフトがセットになった「ファイナルファンタジー ワンダースワンカラー本体同梱版」も発売）、2002年にPlayStation（PS）用として、2004年には『ファイナルファンタジーI・II アドバンス』のタイトルで第二作との同時収録で、2007年にはPlayStation Portable（PSP）用として、2015年にニンテンドー3DS用としてリメイクされた。
2000年8月30日に都内でバンダイの携帯ゲーム機、ワンダースワンカラーの発表会が行われた。また、ファイナルファンタジーシリーズが、ワンダースワンカラー版としてリメイクされて移植する事を発表。会場に設置された体験コーナーでは発売前の「FF」も遊べていた。
2004年からは携帯電話用アプリゲームとして各種携帯電話キャリアにおいて配信された他、2010年にはiOS、2011年にはAndroid、2012年にWindows Phone用として配信された。ファミリーコンピュータ版はバーチャルコンソール対応ソフトとして2009年にWii、2013年にWii U、3DS用としてそれぞれ配信された。
2012年12月18日にネット限定販売で、FFIからFFXIIIまでのナンバリングソフト（FFI・FFII・FFIV〜FFIXはPS、FFIIIはPSP、FFX〜FFXIIはPS2、FFXIIIはPS3）、及びFF25周年記念CDやレプリカ等の限定アイテムをセットにした特別パッケージ『ファイナルファンタジー 25th アニバーサリー アルティメットボックス』（FINAL FANTASY 25th ANNIVERSARY ULTIMATE BOX）が発売された。
WSC版以降のリメイク版のタイトルロゴは、『FFIV』以降の字体が用いられ、「光の戦士」が描かれている。ロゴのキャラクターデザインは天野喜孝である。PSP版では、再度タイトルロゴがリニューアルされた（ディシディアシリーズ、シアトリズムシリーズではオリジナルロゴを使用）。

### 一覧
| No. | タイトル                                                                    | 発売日                                       | 対応機種                                                 | 開発元                         | 発売元                 | メディア                                        | 型式                                | 備考 |
| --- | --------------------------------------------------------------------------- | -------------------------------------------- | -------------------------------------------------------- | ------------------------------ | ---------------------- | ----------------------------------------------- | ----------------------------------- | --- |
| 1   | ファイナルファンタジー                                                      | 1989年12月22日                               | MSX2                                                     | マイクロキャビン               | マイクロキャビン       | 2DDフロッピーディスク                           | 93144                               | |
| 2   | ファイナルファンタジー                                                      | 1994年2月27日                                | ファミコン                                               | スクウェア                     | スクウェア             | ロムカセット                                    | SQF-FO                              | 1本のカートリッジに本作『FFI』と次作『FFII』を収録したもの。 ニューファミコンと同時期に発売。 内容の変更はほとんど無い。 |
| 3   | ファイナルファンタジー                                                      | 2000年12月9日                                | ワンダースワンカラー                                     | トーセ                         | スクウェア             | ロムカセット                                    | SWJ-SQRC01                          | リメイク版、売上本数：37万本                                                                                             |
| 4   | ファイナルファンタジー Final Fantasy Origins                                | 2002年10月31日 2003年3月14日 2003年4月8日    | PlayStation                                              | トーセ                         | スクウェア             | CD-ROM                                          | SLPS-03430 SLUS-01541 SLES-04034    | リメイク版 |
| 5   | ファイナルファンタジー                                                      | 2004年2月29日                                | FOMA900iシリーズ （iアプリ）                             | スクウェア・エニックス         | スクウェア・エニックス | ダウンロード （ファイナルファンタジーi）        | -                                   | P900iにプリインストールされている。 ダウンロード版は3月1日配信開始。                                                     |
| 6   | ファイナルファンタジーI・II アドバンス Final Fantasy I & II - Dawn of Souls | 2004年7月29日 2004年8月19日 2004年11月29日   | ゲームボーイアドバンス                                   | トーセ                         | スクウェア・エニックス | ロムカセット                                    | AGB -BFFJ-JPN AGB-BFFP AGB-BFFE-USA | リメイク版、売上本数： 27万本                                                                                            |
| 7   | ファイナルファンタジーEZ                                                    | 2004年8月19日                                | CDMA 1X WIN対応端末 （EZアプリ (BREW)）                  | スクウェア・エニックス         | スクウェア・エニックス | ダウンロード                                    | -                                   | |
| 8   | ファイナルファンタジー                                                      | 2006年7月3日                                 | ボーダフォン3G （Vアプリ）                               | スクウェア・エニックス         | スクウェア・エニックス | ダウンロード （ファイナルファンタジーモバイル） | -                                   | |
| 9   | ファイナルファンタジー                                                      | 2007年4月19日 2007年6月26日 2008年2月8日     | PlayStation Portable                                     | トーセ                         | スクウェア・エニックス | UMD                                             | ULJM-05241 ULUS-10251 UCAS-40146    | リメイク版、売上本数： 12万本                                                                                            |
| 10  | ファイナルファンタジー                                                      | 2009年5月26日 2009年10月5日 PAL 2010年5月7日 | Wii                                                      | スクウェア                     | スクウェア・エニックス | ダウンロード （バーチャルコンソール）           | -                                   | ファミリーコンピュータ版の移植                                                                                           |
| 11  | ファイナルファンタジー                                                      | 2009年6月24日                                | PlayStation 3 PlayStation Portable (PlayStation Network) | トーセ                         | スクウェア・エニックス | ダウンロード （ゲームアーカイブス）             | -                                   | PlayStation版の移植 |
| 12  | ファイナルファンタジー                                                      | INT 2010年2月25日                            | iPhone iPod touch (iOS)                                  | スクウェア・エニックス         | スクウェア・エニックス | ダウンロード                                    | -                                   | 9月29日よりフランス語、中国語対応版を配信。                                                                              |
| 13  | ファイナルファンタジー                                                      | 2011年2月22日                                | PlayStation Portable (PlayStation Network)               | スクウェア・エニックス         | スクウェア・エニックス | ダウンロード （ゲームアーカイブス）             | -                                   | |
| 14  | ファイナルファンタジー                                                      | INT 2011年12月1日                            | Android                                                  | スクウェア・エニックス         | スクウェア・エニックス | ダウンロード (SQUARE ENIX MARKET)               | -                                   | |
| 15  | ファイナルファンタジー                                                      | 2012年6月13日                                | Windows Phone                                            | スクウェア・エニックス         | スクウェア・エニックス | ダウンロード                                    | -                                   | |
| 16  | ファイナルファンタジー                                                      | 2013年11月13日                               | Wii U                                                    | スクウェア                     | スクウェア・エニックス | ダウンロード （バーチャルコンソール）           | -                                   | ファミリーコンピュータ版の移植                                                                                           |
| 17  | ファイナルファンタジー                                                      | 2013年12月18日                               | ニンテンドー3DS                                          | スクウェア                     | スクウェア・エニックス | ダウンロード （バーチャルコンソール）           | -                                   | ファミリーコンピュータ版の移植                                                                                           |
| 18  | ファイナルファンタジー                                                      | 2015年1月21日                                | ニンテンドー3DS                                          | スクウェア・エニックス         | スクウェア・エニックス | ダウンロード                                    | -                                   | リメイク版 |
| 19  | ファイナルファンタジー                                                      | 2021年7月29日                                | Steam, iOS, Android, Amazon                              | スクウェア・エニックス、トーセ | スクウェア・エニックス | ダウンロード                                    | -                                   | オリジナル版をベースとした2Dリマスター版 「ファイナルファンタジー ピクセルリマスター」（FINAL FANTASY PIXEL REMASTER）   |

MSX2版
- BGMはMSX2の拡張機能（FM-PAC）を利用し、FM音源+PSG音源を用いてアレンジされている。
- メディアはフロッピーディスクであり、頻繁にディスクアクセスが発生する。
- 移動時の画面は描画エリアが少なく、周囲に黒い枠がある[注釈 1]。

ワンダースワンカラー版
- グラフィック・BGM・効果音・台詞・メッセージの追加・変更。
- イベントシーンの追加。
- 宿屋に泊まった際に『FFV』のように布団に入って暗転後、起床時にリアクションするようになった。
- 「15パズル」でクリア時間などに応じアイテム等をもらえるようになった。
- バグの修正のほか、一部の敵の行動パターンの変更・ボスのHP増加によるバランス調整。
- 倍速移動（ダッシュ）が可能になった。
- オートターゲットが可能。狙っていた敵が別のキャラクターの攻撃で既に倒されていた場合、自動的に他の敵へターゲットを変えて攻撃する。
- 全体マップでは地名が記載されている。
- アイテム所持が無制限に。ショップではまとめ買いが可能。
- 習得した魔法を忘れることができる。
- ダメージや回復の数値表現は、『FFIII』以降と同様に対象キャラクターから数値がポップアップされる形式に変更。
- 攻撃ヒット数は攻撃を行ったキャラクター自身の上部に表示される。
- 戦闘画面での各キャラクターは『FFVI』同様に背景のパースに沿って斜めに配置される形式になった。
- 打撃攻撃は『FFVI』同様に小さくジャンプしつつ行なう形式になった。また、ヒット回数に応じて打撃モーションの回数が変化する（ミス及び1回ヒットの場合は1回、2回ヒット以降は2回）。
- 戦闘中に武器・防具の装備を変更できる。後のシリーズと異なり、盾以外の防具（鎧や小手など）の換装も可能。
- 光の戦士の持っていたクリスタルの設定を「クリスタルの欠片」に変更。それぞれ元のクリスタルが存在する。

PlayStation版
基本的にワンダースワンカラー版の移植だが、ハード性能の違いによりグラフィックは更に精密になり、BGMも大きくアレンジされた。
- ゲームの各所では3Dムービーが流れる。
- 進行状況によって様々なイラストを閲覧できる「イラストギャラリー」がある。
- モンスターのデータを閲覧することができる「モンスター図鑑」がある。
- メニュー画面の専用BGMが無くなった。メニュー表示中は現在移動しているフィールドのBGMがそのままボリュームを抑えて流れる。
- システム面では、レベルアップ頻度や魔法使用回数が大幅に増えた「イージーモード」が追加された。
  - レベルはオリジナルが50まで、イージーは99まで。
  - 魔法使用回数はオリジナルが9まで、イージーは99まで。
- 「メモファイル」と呼ばれる簡易セーブシステムを導入。電源を切ると失われるデータだが、移動中は任意の場所でデータをセーブ・ロードすることができる。

携帯電話アプリ版
- 戦闘・メニュー画面はワンダースワンカラー版・PlayStation版とほぼ同じ。
- 町やダンジョン、ワールドマップなどはFC版ベースだが、色遣いや背景などが鮮やかに向上して見やすくなっている。
- セリフやショップ画面、画面切り替え時のワイプ処理などはFC版に近い。
- 音楽もFC版に近く中ボスも通常の戦闘音楽だが最終ボスのみワンダースワンカラー版・PlayStation版に差し替えられている。
- コース登録を行い、ポイントを支払う事により購入できる。なおP900iはプリインストールされていて登録せず最後までプレイ可能だった。

ゲームボーイアドバンス版
『ファイナルファンタジーI・II アドバンス』として発売され、本作と『ファイナルファンタジーII』を同じカセットに収録している。
画面はワンダースワンカラー版をベースに色数を増やして描き直されている。戦闘画面では主人公キャラクターは少しだけ小さめになり、背景画のデザインも異なっている。また、従来の移植ではほとんど変更の無かった基本システムが大幅に変更された。当時の雑誌媒体などに掲載された広告では「低年齢層のユーザーでも楽しめる」ことを強調しており、パッケージや説明書などに使用された各キャラクターのイラストも、親しみやすいデフォルメタッチで描かれている。
主な追加点・変更点としては以下のようなものがある。
- BGMはゲームボーイアドバンス用にアレンジされた。
- PlayStation版では使われなかったメニュー画面の専用BGMが使われている。
- 会話などのゲーム中のテキストがかなり変更され、一部キャラクターの設定にかかわる部分も変更されている。
- 従来はほぼ無意味だった一部の能力値が、戦闘に大きく影響するようになった。
- 『FFII』以降のFFシリーズに登場したアイテムが多数追加された。強力な回復アイテム、能力増強アイテム、装備品など。
- 魔法の大幅な仕様変更。
  - MPが数量制となり、MP回復アイテムも追加されたため、使用の制限が少なくなった。
  - それまで固定だったダメージが、「ちせい」に依存するため、使用者の能力値で威力が変化する。
- 上記により、主に魔法系のジョブが大幅に強化され、原作のジョブ間の性能差がかなり是正された。
- レベルアップに必要な経験値が減少し、戦闘が非常に楽になった。ただしボスは強化されている。
- 『FFII』以降と同様に、戦闘勝利後に一部の敵がアイテムを落とすようになった。
- 戦闘でのコマンド入力時、LボタンとRボタンを同時押しするとキャラクター全員が「にげる」を選択したことになる（同録されている『FFII』も同様）。
- 「Soul of Chaos（ソウル・オブ・カオス）」という、物語の本筋とは無関係な4つのエクストラダンジョンが追加された。このダンジョンでは『FFIII』『FFIV』『FFV』『FFVI』に登場したボスモンスター（ただし、『FFI』のゲームシステムに合わせてパラメーター等はオリジナルから変更されている）やアイテムが多数登場する。なお、各作品のボスが登場する際にはそれぞれの原作にもとづいたシチュエーションやセリフなども再現されており、これら作品のファンへのサービス的な要素も大きい[注釈 2]。ゲーム雑誌の記事には、エクストラモードに登場する隠しボスの攻略情報の中にHPや弱点の他、攻撃力などのステータスも公開されている[24]が、原作に基づいた情報となるかは明らかではない。
  - ここでの各ダンジョンは、フロアごとのマップ構成が決められたパターンからランダムで選ばれる（ボスフロアを除く）。また、階段を進むと戻ることはできないため、前のフロアに戻りたいならダンジョン自体を再挑戦するしかない。一部のワープゾーン以外では外に戻れないが、全滅してもHP1の状態で脱出できるため、ゲームオーバーにはならない。

PlayStation Portable版
ファイナルファンタジー20周年記念作品。システム、バトル画面の各種デザインなどはGBA版『FFI・IIアドバンス』に収録されている『FFI』（以下、GBA版『FFI』）に準じるが、ハードの変更に伴いモンスター等のグラフィックが全て描き直されている。タイトルロゴもリニューアル。2011年2月11日に、PlayStation Storeにおいてもダウンロード版が配信された。
- マップ背景がリニューアルされ、村の中で光が差し込む演出などが加わった。
- PS版のCGムービーと、GBA版『FFI』の「Soul of Chaos」「サウンドモード」を収録。「Soul of Chaos」のボス戦では各ボスの出演作品にちなんだバトルBGMが流れる。
- PSP版オリジナルの新要素として天野喜孝ギャラリーがある。
- 新ダンジョン「時の迷宮」が追加された。謎解きやパズルの要素も含まれており、難度が高い。
  - 「たたかう」「まほう」などのコマンドや、「ダッシュ」などの機能を制限させられ、制限した分だけ制限時間をもらい、その時間内に各フロアを突破する。ターン制の戦闘システムでありながらも、戦闘中も制限時間が経過する。時間切れになっても直接ゲームオーバーにはならないが、視界が悪くなるうえ、敵がでないシチュエーションでも構わず敵が出るようになるほか、時間と共にHP・MPがどんどん減っていく。

スマートフォン版（旧.Ver)
PSP版をベースに、タッチ操作でプレイできるようにインターフェイスを変更している。なお、iOS版やWindows Phone版ではGBA・PSP版の追加要素が収録されているが、Android版ではそれらは収録されていない。下記のピクセルリマスター版の発売によりサービス終了となった。
ピクセルリマスター版
「原作準拠」をテーマとしファミコン版ベースにモンスターのデザインをオリジナルの仕様に、クラスチェンジ後の頭身変更、魔法の回数制が復活したが、Soul of Chaosと時の迷宮以外のGBA・PSP版の追加要素は収録され、覚えていた魔法を忘れて新しい魔法を覚える事が可能であり、MP回復や死亡から復活するアイテムも登場する。なお、ピクセルリマスター版の魔法の演出グラフィックは統一され、『II』以降のシリーズ作品ではアーカイブ使用された。その他セーブシステムにはオートセーブの他「メモファイル」が「中断」（クイックセーブ）に変更され再開後もデータが残り、クラウドサービスによるデータ保存が可能になり、機種変更の際やアプリを一時的に削除してからもクラウドからのダウンロードで容易にゲームが再開できるようになった。
ニンテンドー3DS版
PSP版ベースだが、フィールドは俯瞰視点で3D化されている。3D立体視にも対応。
『ファイナルファンタジー エクスプローラーズ』（2014年）のパッケージ版早期購入特典としてダウンロード番号が封入されたほか、2015年1月21日に3DSダウンロードソフトとして単独販売が開始された。
バーチャルコンソール版
Wii、Wii U、ニンテンドー3DS向けにファミコン版を配信。
ゲームアーカイブス版
PlayStation版を配信。当初はPS3・PSPでの配信だったが、2012年8月28日からはPlayStation Vitaにも対応。

## 開発

### 経緯
PCゲーム市場において「グラフィックに長けたADVを作るソフトハウス」としてヒット作を多く出していたスクウェアは、1985年に鳴り物入りで家庭用ゲーム機市場（ファミコン市場）に参入するが、PC時代とは違い、そこそこのヒット作しか生み出せなかった。
この状況に対応すべく、スクウェア幹部は1986年にディスク・オリジナル・グループなど様々な企画を立ち上げるが、この際に開発グループを必要以上に細分化してしまったことにより、持ち前の開発力が低下。結果的に粗製乱造状態になり全ての作品がヒットしないという悪循環に陥ってしまう。業績が急速に悪化したスクウェアは、倒産寸前までに追い込まれていた。
そして、スクウェア所属のゲームクリエイターである坂口博信もまたファミコン参入以降の自分の作品を気にいれずにおり、ゲームクリエイターをやめて大学に復学しようと考えていた。
坂口はPC時代にはADV『ウィル デス・トラップII』（1985年）や3DRPG『クルーズチェイサー ブラスティー』（1986年）を手がけていたが、ファミコンでは一転、アクションゲームやレースゲームを製作していた。これは当時のゲーム業界において「RPGやADVはファミコン向け市場として成立しない」とされていたからである。当時ファミコンのROM容量は制限が厳しく、大量の文字や画像を扱わねばならないRPGやADVは制作自体が非常に困難をともなうものであり、また、当時ユーザーのほとんどが子供であったファミコン市場において、思考系ゲームの最たるものであるRPGやADVは彼ら若年層のユーザーにとって非常にハードルの高い存在だった。
そのような状況の中、1986年にエニックスの『ドラゴンクエスト』が登場した。『ドラゴンクエスト』のヒットにより、ファミコンでもRPGが成立しうることを確信した坂口も最後の作品としてRPG『ファイナルファンタジー』の製作に取り掛かる。製作期間は当時のファミコンソフトとしては異例の1年であった。
開発に当たったのは坂口を中心とするスクウェアAチームで、当初は4人でのスタートだった。
完成したゲームは社内での評価は良かったものの、スクウェア自体が倒産寸前の時期だったため、出荷数を極力抑えようとしたという。同作の発売直前には本社を維持することができなくなり雑居ビルに移転するなどスクウェアは瀬戸際にあった。鈴木尚によると、「これがヒットしなかったら会社を畳もう」という話も出ていた。
1987年12月18日に日本で発売するファミコン版『ファイナルファンタジー』は52万本という売り上げを記録した。この作品の製作である種の達成感を得た坂口はゲームクリエイターとしての自信を取り戻し、続編の製作に取り掛かった。『ファイナルファンタジー』シリーズは以降安定したヒットを維持し、後にまで続く人気シリーズとなっている。

### 天野喜孝のデザイン
キャラクターデザインを天野喜孝が担当する事になったきっかけはFF開発スタッフである石井浩一の推薦である。坂口博信は高校時代に天野喜孝が挿し絵を担当した『グイン・サーガ』や『吸血鬼ハンターD』を読んでいたにもかかわらず知らない名前だとして一度却下したがその1週間後、別の形で天野喜孝の絵を見付けてその作者が天野喜孝だと気付かないまま逆に石井浩一に教えたという経緯が有る。
天野の参加についての交渉には、坂口と共に、天野がキャラクターデザインを務めた『機甲創世記モスピーダ』（1983年 - 1984年）のメインライターの一人でもあった寺田憲史も同行した。ただし、当時寺田は天野との面識はなかったようである。この誘いに天野は、「面白いからやりましょう」と即答した。当初は断られるか、少なくとも「ちょっと考えさせてくれ」と言われるとスタッフは思っていたという。
天野が最初に描いた絵は、ドット絵らしいカクカクとしたものだったそうだが、スタッフが普通に描いてくださいと頼むと、天野らしい独特な絵を描いてくれるようになったという。
その後、天野は主要キャラクターデザイン、イメージデザインの他にもモンスターデザインも手掛けることになり、FFシリーズには天野のデザインによるモンスターが非常に多く登場することとなった。また『FFIII』以降は召喚獣のデザインも手掛けている。

### パーティ制の導入
本作は複数のキャラクターが戦闘に参加するパーティバトルを実装している。これは、『ドラゴンクエスト』との差別化を図ることもその目的のひとつであった。

## 音楽

### 作曲
音楽は植松伸夫が担当している。植松は坂口から作曲を任される際に「『ドラクエ』にはならないように」という注文を受けたと語っており、ドラクエがバロック調であったためメロディアスな現代調のものを意図したという。特に以下の4作は、質の高さゆえにファイナルファンタジーの顔と呼べる存在である。これらの楽曲は、初出時には全てフラット系の楽曲であった。開発段階で、植松が出来た音楽をテープに入れて坂口に渡したが、坂口は「一回、作り直した方がもっと良くなるに違いない」事を理由に一旦、全部不採用にした。しかし、植松は曲順を変えただけで後日、再提出し採用された。坂口は「テープ２本目事件」と言っている。

### FINAL FANTASY（メインテーマ）
植松がこのゲームの音楽を作るにあたって最初に完成した曲は、最初のイベントをクリアした後、橋を渡った時に流れる「オープニング・テーマ」という曲である。これは実際にゲームのオープニング映像を見てから、それに音楽を付けたものである。植松は、この当時この楽曲がテーマソングだと意識しておらず、ましてファイナルファンタジーを代表するテーマになるとは思ってもいなかったとのことである。リメイク版では同時発音数が増えて豪華になり、テンポは荘厳性のためにかなり遅く変更された。またこの曲は後にファイナルファンタジーシリーズのメインテーマとなる曲である。今作の調性はヘ長調。後のシリーズでは変ロ長調（『FFIV』、『FFVI』、『FFXII』）、ハ長調（『FFV』）、ホ長調（『FFIII』、『FFVIII』、『FFIX』）などに移調されて用いられている。オーケストラアレンジ版はホ長調でサビ部分にメロディーが追加されている。全シリーズ中『FFII』『FFX』『FFXIII』では使用されなかった。また、リメイクおよび移植版などにも追加されることはなかった。
当時のFFのBGM路線はクラシック楽曲からの編曲、様式模倣、そして冗談系の三つでできていた。「プレリュード」は編曲、「メインテーマ」は模倣、冗談系は「チョコボのテーマ」であり、FF黎明期からすでに典型例が認知されていたことになる。この路線は『FFVI』までは継続していた。

#### プレリュード
同じくファイナルファンタジーの全シリーズを通して使用される事になる楽曲「プレリュード」は、この第1作のみ変ロ長調で作曲されていた。しかも単純な上昇音形ではなく、オクターブ上のB♭から始まって短七度下のCに16分音符分落ちてから上昇する巧妙な仕掛けが施されていた。この他にも4オクターブの音域に詰め込むため、いくつかの音名で後のシリーズとはオクターブが違っている。さらに8分音符分のディレイが加わることにより、音源の貧しさにもかかわらず大変色彩的な効果が得られている。この第1作のみフェード・インが使われている。
ポストミニマリズム的要素をRPG用の楽曲に適用したのは、当時の製作状況を考えると斬新である。これだけ練られた作曲上の効果は、後のシリーズの「プレリュード」では聴かれることはなく、美しい8分音符ディレイは後のリメイク版『FFII』と『FFXI』でまた採用された（リメイク版では、後のシリーズのような上昇音形と下降音形に改められ、8分音符ディレイも割愛されている）。
当初「プレリュード」のBPMは100に設定され、軽快な印象を与えていた。しかし、後のシリーズではよりゆったりとしたBPMが採用されることが多い。サウンドトラック全体にも、同様の傾向が見られる。また、仮想したハープの音質が最もFFらしく響くようで、その後のシリーズにてアレンジや機材のヴァージョンアップを経ても、ハープで仮想されることが多い。
2014年6月20日から、まらしぃのピアノ演奏でトヨタ・アクアのコマーシャルソングとして、2021年7月23日に開催された2020年東京オリンピックの開会式の選手入場音楽として、それぞれ使用されていた。

#### ファンファーレ
全シリーズを通して使われる「勝利のファンファーレ」も『FFI』から登場しているが、音源の制限から、4オクターブの音域に詰め込むために出だしのアルペジョが2回同じ音域を不自然に反復される（リメイク版では丸ごとカットされている）。初出の調性は変ホ長調。このファンファーレは後にハ長調（『FFIV』）に改められる。旧第1開発事業部（北瀬佳範、野村哲也所属）が制作した作品（『FFVII』、『FFVIII』、『FFX』）で使用されているものはファンファーレ後のメロディが異なっている。また『FFXI』はレベルアップ時にファンファーレ部分のみが流れる。

#### 戦闘
本作には戦闘シーンの音楽が1曲しか存在せず、ボス戦、およびラストボス戦も普通の戦闘の曲である。これも初出は現在とは違うト短調であった。しかしながら印象的なイントロはすぐにユーザーに記憶され、後のシリーズでも活用されることとなった。
後のFFシリーズでは戦闘のBGMはバリエーションに富んだものとなっていき、ボス戦の曲だけでも数曲が作られるという作品も登場する。それに合わせ、本作のリメイク版にもボス戦用の曲が新たに作られた。

### サウンドトラック
『ファイナルファンタジー I・II全曲集』（ポリスター、1988年）
1988年12月21日発売。FC版の音源を収録している。
『ファイナルファンタジーI・II オリジナルサウンドトラック』（デジキューブ、2002年）
2002年10月23日発売。PS版の音源を収録している。
FINAL FANTASY I.II.III ORIGINAL SOUNDTRACK REVIVAL DISC（スクウェア・エニックス、2018年）
ブルーレイディスクに収録されている。

## スタッフ
ファミリーコンピュータ版
- ディレクター・原案：坂口博信
- プログラマー：ナーシャ・ジベリ
- シナリオ：寺田憲史、河津秋敏
- キャラクターデザイン・タイトルロゴデザイン：天野喜孝
- ゲームデザイン：田中弘道、河津秋敏
- サウンド：植松伸夫
- CGデザイン：渋谷員子、石井浩一
- プロデューサー：宮本雅史
- 開発：スクウェアAチーム（坂口博信、田中弘道、河津秋敏、石井浩一、吉井清史、成田賢、渋谷員子、植松伸夫 他）

MSX2版
- シナリオ：寺田憲史
- キャラクターデザイン：天野喜孝
- オリジナル・プログラム：ナーシャ・ジベリ
- MSXグラフィック：渡辺忠彦
- MSX音楽：新田忠弘
- MSXプログラム：YAS、伊藤勝己
- ディレクション：大津正徳

## 評価
ファミリーコンピュータ版
- ゲーム誌『ファミコン通信』の「クロスレビュー」では、8・9・9・8の合計34点（満40点）でゴールド殿堂入りを獲得、レビュアーからは「マニアックになりすぎているところが欠点といえば欠点」と一部で苦言が呈されたが、画面表示やシナリオ展開に関して、「『ドラクエ』を超えようとする意欲がうかがえる」、「物語的にも、ゲームデザイン的にも、水準を上の方でクリアーしている」と肯定的な評価がなされた。また、天野喜孝によるキャラクター・デザインに対して肯定的な評価が挙げられた他、戦闘シーンを見てはないちもんめを想起し幼少期を思い出したレビュアーから、「いいゲームは前頭葉を刺激するだけじゃなく、古い大脳皮質に働きかけてくるものだ」とも評価された。

- ゲーム誌『ファミリーコンピュータMagazine』の読者投票による「ゲーム通信簿」での評価は以下の通りとなっており、25.53点（満30点）となっている。同誌1991年5月10日号特別付録の「ファミコンロムカセット オールカタログ」では、戦闘シーンのアニメーション処理と演出効果の高いイベントに触れた上で、「ファミコンのRPGのバリエーションを増やした1作である」と肯定的に評価した。また、会話や駆け引きによるイベント進行を「とても面白い」と評した他、乗り物のスピード感に関して、「ゲーム全体のテンポを心地良いものにしている。RPGのむだな時間を感じさせない」、戦闘シーンでのキャラクター動作については、「武器での攻撃、魔法での攻撃それぞれ特徴がでている」と称賛した。モンスターのデザインに関しては、「他のRPGとはかなり違ったセンスで仕上がっている」と評価した。

| 項目 | キャラクタ | 音楽 | 操作性 | 熱中度 | お買得度 | オリジナリティ | 総合  |
| 得点 | 4.36       | 4.34 | 4.11   | 4.50   | 4.18     | 4.04           | 25.53 |
ワンダースワンカラー版
- ゲーム誌『ファミ通』の「クロスレビュー」では合計30点（満40点）でシルバー殿堂入りを獲得している。

PlayStation版
- ゲーム誌『ファミ通』の「クロスレビュー」では合計27点（満40点）となっている。

## 備考
- エルフの村に「リンク」という人物の墓が存在する。ゼルダの伝説シリーズの主人公リンクと同名であるが、特に何も語られることはない。本作より前に発売されていたゼルダの伝説シリーズ第2作『リンクの冒険』（1987年）では『ドラゴンクエスト』の勇者ロトの墓が登場しており、後にナムコの格闘RPG『ケルナグール』（1989年）に「フリオニール（『ファイナルファンタジーII』登場キャラクターの名前）ここに眠る」と書かれた墓が登場している。
- 物語の当初の目的である「捕らわれたお姫様を助ける」という展開がプロローグに過ぎず、その直後にタイトル表示を含んだオープニングイベントが始まるという構成であり、FC版ではオープニングでスタッフロールも表示されたがWSC版以降ではその後のシリーズと同様にエンディングで表示される。
- 北米のNES版『Final Fantasy』および1994年発売の『ファイナルファンタジーI・II』以降のリメイク版では『ダンジョンズ&ドラゴンズ』（1974年）に登場するモンスターから借用した「ビホルダー」とその派生「デスビホルダー」の名称とグラフィックが変更されており、北米版ではそれぞれ「EYE」、「PHANTOM」、日本版では「イビルアイ」、「デスアイ」となっている（FC版『I・II』ではグラフィックのみ変更され、名前はそのまま）。
- 『FFII』以降のFFにはあまり見られない、独特なテキストも本作の特徴のひとつ。例えばアイテムや魔法を使用する際にはユニークで愛嬌のあるメッセージが表示された。ただしこれらの多くはリメイク版では失われている。
- 地図を見るための隠しコマンドのヒントである「サカサ」の呪文「とくれせんたぼーび」が登場。移植ハード先に合わせて「とーたすんたぼーび」「とーたすんたぼつば」「いてっけんたぼろぜ」「いてっけんたぼめこ」などのバリエーションがある。
- 本来港にしか上陸できない船は、カヌーがあれば川にも上陸できるため、ダンジョンの攻略順を本来と入れ替えて、早く有用な装備を入手することができる。さらに、一部のリメイク版で追加されたダンジョンでは、先に進むためにこの仕様を強制的に利用する箇所もある。
- オープニングなどの際にスタッフロールが表示されるが、このとき “PROGRAMMED BY NASIR” とナーシャ・ジベリの名前が先頭にクレジットされている。これは『FFII』『FFIII』も同様。
- 本作より以前、ディスクシステムで『聖剣伝説 THE EMERGENCE OF EXCALIBUR』というRPGの発売が予定されていたが、開発が進まず発売中止となった。その後、スクウェアより「発売中止となった『聖剣伝説』と同様の趣旨を持ったゲーム（パーティー制のRPG）」として本作『ファイナルファンタジー』が発表された。なお、この『聖剣伝説』という名称は、後のゲームボーイ版『聖剣伝説 〜ファイナルファンタジー外伝〜』（1991年）に引き継がれたものの、ゲーム内容は全くの別物となった。
- スクウェアでアルバイトしていた時田貴司もグラフィックで参加している。

## 関連作品

### 漫画版
1989年12月30日初版。海明寺裕によって漫画化され、JICC出版局より「宝島COMIC」として全1巻が発行されている。タイトルはオリジナル同様『ファイナルファンタジー』。光の戦士やガーランドのキャラクターが掘り下げられており、原作では仲間にならないキャラクターをメインキャラクターに据えるなどオリジナル色も強い。この漫画版では、光の戦士としてオリジナルキャラクターを主人公に据えている。
なお、同作者によれば『FFII』の漫画も描かれる予定だったが、60ページほど描き上げた所で当時のスクウェアが版権を引き上げてしまい、世に出ることは無かったということである（ただし、JICC出版局がこの漫画版『ファイナルファンタジー』発売後に『ファミコン必勝本』別冊として発行した、ゲームコミックアンソロジー的な内容の雑誌には途中まで描かれていた漫画版『FFII』が掲載されている）。
パフィ・トルテ
漫画版の主人公。エルフの村の平凡な宿屋の娘だったが、ふとしたことから光の戦士の証であるクリスタルを授けられ、別の次元にある世界（劇中の舞台となる『FFI』の世界）でマトーヤと共に旅を続けていた。
フリッツ・スチュアート
元モンク僧の青年。酒と女がバレてしまい、修道院から追い出された「なまぐさぼーず」。クリスタルを持つ光の戦士のひとり。
DB-6（どぶろく）
ルフェイン人の作ったロボット。400年前、復旧困難に陥った浮遊城からワープキューブを託されて地上へと降りた。オンラク近郊の滝の裏の洞窟でパフィ達と出会う。原作ゲームに登場するロボットは主人公達にワープキューブを渡すと壊れてしまうが、DB-6は最後まで同行する。
バハムート
ドラゴンの王。クリスタルを持つ光の戦士のひとり（漫画版でのオリジナル設定）。海底神殿でパフィ達を助け、以降はパーティに同行する。浮遊城の戦いではロボット兵からDB-6が外した重火器を撃ちまくり、またティアマットとドラゴン同士の格闘を展開する。
マトーヤ
幼い少女のような姿をしており（ただし、自称年齢約400歳）、ゲーム版とは別人として描写されている。クリスタルを持つ光の戦士のひとり（漫画版でのオリジナル設定）。うまそうなモンスター（クラーケン）を見ると目の色が変わる。高所恐怖症。海明寺はこのキャラクターが気に入っていたらしく、漫画版『FFII』にはガイの代わりに出していた。
セーラ・コーネリア
コーネリアの王女。ガーランドによってカオスの神殿に囚われる。理想の男性（「かっこいーい人」）を夢見る少女であり、冴えない「おじさん」のガーランドに対してはっきりと嫌悪の意志を示していた。カオスの神殿から救出された後、一度は城に戻ったがフリッツを追ってプラボカまで来てしまい、以降は光の戦士達と同行することになる。
ビッケ
海賊。漫画版ではプラボカでパフィ達に退治された後にパフィを「あねご」と呼んで付き慕う。飛空艇の操縦などでも活躍。アダマンタイトをドワーフのスミスに送り届けるために単身浮遊城を離れた後、光の戦士達のことを人々に語りかけた。
中盤（クラーケン打倒後から蜃気楼の塔まで）、パーティは3手に分かれ（パフィがバハムートに乗る、マトーヤがビッケの船に乗る、フリッツとセーラが飛空艇に乗る）情報収集を行った。
4体のカオス
マリリス以外の3体はデザインが大きくアレンジされている（リッチは生身に近い顔。クラーケンは頭足類の触手を生やした女性の姿で、マトーヤに倒されると巨大スルメと化した。ティアマットは最初女性の姿で現れてから原作ゲーム同様の多頭ドラゴンに変身）。
ガーランド
コーネリア城の元親衛隊長。どこか冴えない中年男性として描かれている。セーラとの縁談がこじれ、力づくでカオスの神殿に彼女を幽閉する。エピローグでは破談直後の状態でカオスの誘いがなくなり、ビッケやスミスたちが失意の酒に付き合っている。

### ゲームブック
『ファイナルファンタジー 勇者に光あれ!』
双葉社・ファミコン冒険ゲームブックより1988年4月25日刊行。著者は井上尚美、編集はレッカ社。
本作の前の物語を描くゲームブック。主人公たる光の戦士達に名前があり、舞台は「コーネリア」でも「プラボカ」でもないゲームブックオリジナルの世界。収録された世界地図は原作の陸地と海が逆転したものとなっている。表紙カバーのイラストは出渕裕が担当。天野の描いた、ゲームソフトのパッケージ等で使用されているイメージイラストをベースに描いている。
『ファイナルファンタジー 勇者に光あれ!』では、光の巫女に選ばれたオリジナルキャラクターを主人公に据えている。
光の戦士達
ウルムの月が蛇の星座にかかった時に生まれた4人の少年達。
トーイ（ウォーリア オブ ライト）
ゲームブック版の主人公。1人目の少年。剣士の一族（族名不明）出身。
ロム（シーフ オブ ライト）
2人目の少年。クノック湖畔に巣食う盗賊団首領の養子。
マレク（モンク オブ ライト）
3人目の少年。ラピアット修道院の院長子息。大食の力持ち。
ギア（メイジ オブ ライト）
4人目の少年。学者の家系ゴドウィール一族出身でユクリド学寮の生徒。臆病だが魔法の心得がある。
光の巫女
トーイ達4人の少年を光の戦士に選んだ巫女。闇の魔力で封じられている。
黒のビショップ
闇の魔力の手先。トーイ達の行く手に幾度も現れ妨害する。

『ファイナルファンタジー クリスタル継承伝説』
ケイブンシャ・アドベンチャーヒーローブックスより1987年12月刊行。著者は三原治、上原尚子、編集はスタジオ・ハード。
「水」のクリスタルの啓示を受けた少年が光の戦士として活躍するというオリジナルストーリー。ゲーム版以前の時代を舞台とした物語だが、主人公の活躍やヒロインの犠牲をもってしても世界の混沌を完全には打ち破る事ができず、世界の救済は次の世代の光の戦士―――すなわちゲーム本編の光の戦士たちへと託される事となる。なお世界観はゲーム版をベースにSF的な要素を加味したものになっていて、独自の年表などが資料として併載されていた。

### 攻略本
FINAL FANTASY 完全攻略本（FC）
徳間書店、1988年1月31日刊行
FINAL FANTASY I・II 完全攻略編（FC）
NTT出版、1994年7月13日刊行
FINAL FANTASY,Vジャンプブックス（WS）
集英社
FINAL FANTASY Traveler’s Guide（WS）
デジキューブ、2000年12月22日刊行
FINAL FANTASY 公式コンプリートガイド（WS）
エンターブレイン、2001年1月10日刊行
FINAL FANTASY I・II 公式コンプリートガイド（PS）
エンターブレイン、2002年11月12日刊行
ファイナルファンタジーI・IIアドバンス ― ゲームボーイアドバンス版
Vジャンプ編集部（編纂）、集英社 、2004年7月刊行
ファイナルファンタジー1・2アドバンス（GBA）
集英社、2004年8月3日刊行
ファイナルファンタジー 公式ガイドブック（PSP）
エンターブレイン、2007年6月12日刊行

### 小説
ファイナルファンタジーI・II・III Memory of Heroes
2012年10月31日、スクウェア・エニックスより刊行。著者は梅村崇。
『FFI』〜『III』の小説集。FF生誕25周年記念作品。
本書中、第1作における光の4戦士は以下の設定が与えられている。
ゼスト
小説版の主人公。戦士→ナイト。火のクリスタルの欠片を持つ。リーダー格で実直だが、向う見ずな面もある。
ザウバー
シーフ→忍者。風のクリスタルの欠片を持つ。冷静で斜に構え、抑え役に回る。
テウ
黒魔術師→黒魔道士。土のクリスタルの欠片を持つ。物静かな青年だが、発する一言の説得力は大きい。
フロウ
白魔術師→白魔道士。水のクリスタルの欠片を持つ。紅一点で優しいが、怒ると4人で一番怖い。

### 派生タイトル
ストレンジャー オブ パラダイス ファイナルファンタジー オリジン
2022年3月18日発売。本作品の世界観・シナリオを再構築したアクションRPG。